# 道統
道統說是儒家傳道系統的一種說法。另一种说法是，此一道統是昊天上帝的天道傳承至今的傳統。

## 起源
道統之說最早源於孟子，其言曰︰「由堯舜至於湯，由湯至於文王，由文王至於孔子，各五百有餘歲，由孔子而來至於今，百有餘歲，去聖人之世，若此其未遠也，近聖人之居，若此其甚也。」隱然以繼承孔子自任。

## 唐朝
唐代韓愈明確提出道統之說，《原道》認為“堯以是傳之舜，舜以是傳之禹，禹以是傳之湯。湯以是傳之文武周公，文武周公傳之孔子，孔子傳之孟軻。”韩愈又說：“孟轲师子思，子思之学，盖出曾子。自孔子没，群弟子莫不有书，独孟轲氏之传得其宗。”韓愈本人則以孟子繼承者自居，并自谦说：“韩愈之贤不及孟子。孟子不能救之于未亡之前，而韩愈乃欲全之于已坏之后。”。
李翱说：“孔氏去远，杨朱恣行，孟轲拒之，乃坏于成。戎风混华，异学魁横，兄尝辨之，孔道益明。”皮日休说：“千世之后，独有一昌黎先生，露臂瞋视，诟于千百人内。其言虽行，其道不胜。苟轩裳之士，世世有昌黎先生，则吾以为孟子矣。”

## 宋朝
程颐把其兄程颢尊为道统傳人，他说：“周公没，圣人之道不行；孟轲死，圣人之学不传。道不行，百世无善治；学不传，千载无真儒。……先生出，揭圣学以示人，辨异端，辟邪说，开历古之沉迷，圣人之道，得先生而复明，为功大矣。”
宋代朱熹進一步將韓愈儒道傳授系統的思想概括為“道統”，把伏羲列為首位，朱熹在《中庸章句序》说：“自是以来，圣圣相承，若成汤、文、武之为君，皋陶、伊、傅、周、召之为臣，既皆以此而接夫道统之传。”绍熙五年（1194年）十二月，朱熹筑成沧洲精舍，率诸生行释菜之礼，祝文曰：“恭惟道统，远自羲轩。集厥大成，允属元圣……周程授受，万理一原。”
但朱熹把韓愈排除在外，認為是程顥、程頤繼承孟子，朱子认为“千百年来无人晓得，后都黑了。到程先生后，说得方分明。”又说：“吾少读程氏书，则已知先生之道学德行，实继孔孟不传之统。顾学之虽不能至，而心向往之。”。
黃斡《朱子行状》说：“窃闻道之正统，待人而后传，自周以来，任传道之责，得统之正者，不过数人，而能使斯道章章较著者，一二人而止耳。由孔子而后，曾子、子思继其微，至孟子而始著。由孟子而后，周、程、张子继其绝，至先生而始著。”又在《徽州朱文公祠堂记》中说：“尧、舜、禹、汤、文、武、周公生，而道始行；孔子孟子生，而道始明；孔孟之道，周、程、张之继之；周、程、张子之道，文公朱先生又继之。此道统之传，历万世而可考也。”《宋史·道學傳》更充分肯定朱熹繼承儒家“道統”的地位。但朱熹本人亦承認：“尧舜三王周公孔子所传之道，未尝一日得行于天地之间也。”

## 清朝
康熙帝有言“朕惟天生聖賢，作君作師。萬世道統之傳，即萬世治統之所系也。自尧、舜、禹、汤、文、武之后，而有孔子、曾子、子思、孟子；自《易》、《书》、《诗》、《礼》、《春秋》而外，而有《论语》、《大学》、《中庸》、《孟子》之书，如日月之光昭于天、岳渎之流峙于地，猗欤盛哉？”
清初桐城派以“道统自任”，戴均衡《方望溪先生集外文补遗序》说：“平心论之，宇宙间无今汉学家，不过名物、象数、音韵、训诂未能剖析精微，而于诚、正、修、齐、治、平之道无损也；而确守程、朱如先生者，多一人则道看一方，遂以昌明于一代。”梁启超说：“桐城派又好述欧阳修‘因文见道’之言，以孔、孟、韩、欧、程、朱以来之道统自任，而与当时所谓汉学者互相轻。”

## 民國
民國時代，國父孫中山曾说：“中國有一個道統，堯、舜、禹、湯、周文王、周武王、周公、孔子相繼不絕，我的思想基礎，就是這個道統，我的革命，就是繼承這個正統思想，來發揚光大！”中華民國前總統蔣中正说：“继承了國父的革命遗志，而其道德思想和政治理想，更随國父之后，嬗接了中華民族五千年的道统。”
某些新興宗教，如一貫道，亦受到道統之說的影響。

## 批判
道統之說則受到陸九淵、葉適等人的批判。陸九淵说：“韩退之言：轲死不得其传。固不敢诬后世无贤者，然直是至伊、洛诸公，得千载不传之学。但草创未为光明，到今日若不大段光明，更干甚事？”又说：“自周衰此道不行，孟子没此道不明。今天下士皆溺于科举之习，观其言，往往称道《诗》、《书》、《论》、《孟》，综其实，特借以为科举之文耳。谁实为真知其道者？口诵孔、孟之言，身蹈杨、墨之行者。盖其高者也。其下则往往为杨、墨之罪人，尚何言哉？孟子没此道不传，斯言不可忽也。”
叶适不承认“曾子、子思、孟子”的继承孔子说法，他说：“曾子不在四科之目，……舍孔子前宗孟轲，则于本统离矣！”又說“程氏诲学者必以敬为始”，认为“学有本始，如物始生，无不懋长焉，不可强立也”，“是则敬者，德之成也。学必始于复礼，故治其非礼者而后能复。礼复而后能敬，所敬者寡而悦者众矣，则谓之无事焉可也。未能复礼而遽责以敬，内则不悦于己，外则不悦于人，诚行之则近愚，明行之则近伪；愚与伪杂，则礼散而事益繁，安得谓无！此教之失，非孔氏本旨也。”。
陳寅恪指出，韓愈的“道統”說，表面雖受孟子啟發，“實際上乃因禪宗教外別傳之說所造成”“禪學於退之影響亦大矣哉！”

## 另見
- 法統
- 血統
- 一貫道道統